# Wolfgang Zenkner

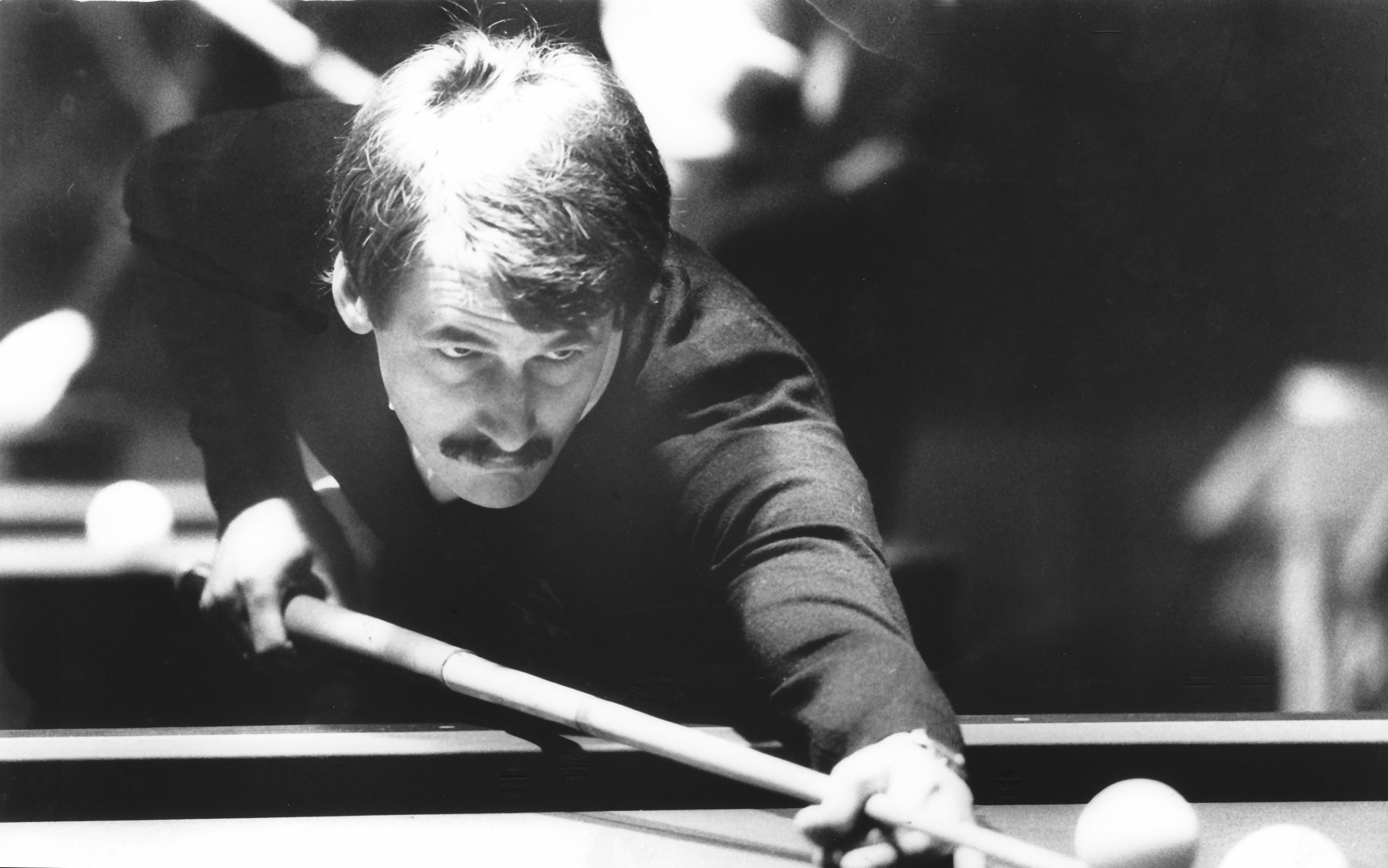
Wolfgang Zenkner legt aan

Wolfgang Zenkner (Germaringen, 31 maart 1954) is een Duitse carambolebiljarter die gespecialiseerd is in kaderspel en bandstoten wat zijn favoriete spelsoort is. 
Hij begon als kind thuis op een tafelbiljart te spelen en werd omstreeks 1968 lid van een biljartclub. 
Hij is met zijn topprestaties een laatbloeier die pas als twintiger de Duitse top bereikte en daarna aansluiting met de wereldtop kreeg. 

## Wereldtitel
- Wereldkampioen bandstoten in 2009

## Europese titels
- Europees kampioen bandstoten in 1995 en 2010
- Europees kampioen ankerkader 47/2 in 1986